# Міські голови Кропивницького

Пам'ятник Олександру Пашутіну в Кропивницькому

Міські́ го́лови Кропивницького — посадові особи, що очолювали місцеве самоврядування в місті Кропивницькому (Єлисаветград, Зінов'євськ, Кірово, Кіровограді).
Заснований як фортеця в середині XVIII століття Єлисаветград (сучасний Кропивницький) став містом фактично лише наприкінці того століття, відтоді ж відомими є його міські очільники. За царату в місті урядували виборні голови міських дум — дуже часто це були заможні міські купці.
Найвідомішим і таким, що урядував у місті найтриваліший період (майже 30 років, у 1878—1905 роки) міським головою міста в часи Російської імперії був Олександр Миколайович Пашутін — на цей час припав активний розвиток, як економічний, так і культурний, Єлисаветграда. Вдячні городяни ще за життя Пашутіна назвали одну з центральних вулиць його іменем, згодом встановили меморіальну дошку на його честь, а 2009 року в День міста перед будівлею міськради урочисто відкрили йому пам'ятник (єдиному з міських голів Кропивницького/Єлисаветграда).
У період коловороту подій після Жовтневого перевороту 1917 в місті часто змінювалась влада. Також уже за СРСР у складні політично та економічно 1930-ті місто знало теж багато очільників. Вирішальну роль відігравали партійні очільники міста — 1-і секретарі Кіровоградського міського комітету КПУ: Горенков Федір Степанович (1940—1941 і 1944—1946), Петров Григорій Гаврилович (1946—1949), Стоянцев Олексій Андрійович (1949), Коваль Іван Григорович (1950), Муцинов О.С. (1950—195.1), Бойко Григорій Семенович (195.4—195.7), Валявський Іван Пилипович (195.8—1962), Кучугурний Юхим Микитович (196.3—1964), Валявський Іван Пилипович (1964—197.4), Сокуренко Всеволод Олексійович (197.9—198.6), Костромін Геннадій Тимофійович (198.8—1990), Александрович Володимир Євгенович (1990), Мішура Валерій Дмитрович (1990—1991).
За незалежності України голів Кіровоградської міськради обирають в ході вільних виборів. Однак у 2000-ні вибори міського голови в Кіровограді не були безпроблемними. Так, у 2002 році встановлення результатів виборів міського голови від 9 червня 2002 року відбувалось у судових розбираннях, відтак згідно із рішеннями суду. А ситуація з міським очільником та повторними виборами в 2006 році взагалі виявилась курйозною й навіть трагікомічною. Новообраний мер Кіровограда на чергових виборах міського голови, що відбувалися одночасно з парламентськими 2006 року, Валерій Кальченко пройшов за списком Блоку Юлії Тимошенко до Верховної Ради, й у відведений Законом строк, побувши на посаді міського голови більше місяця, зрештою надав перевагу мандату народного депутата. Відтак, місто опинилося перед необхідністю повторного проведення виборів міського голови. Місто майже півроку жило без міського очільника, доки 26 листопада 2006 року не відбулися повторні вибори міського голови Кіровограда. Але й вони були непростими — у переддень до виборів тервиборчком Кіровограда зняв із перегонів одного з лідерів — бізнесмена Олександра Нікуліна, який пообіцяв оскаржити дії комісії в суді, що він і зробив, відтак встановлення результатів виборів міського голови Кіровограда знову відбувалося в суді.
Міським головою Кіровограда (від 9 листопада 2010 року до 29 травня 2014) був Олександр Саінсус, член Партії регіонів. 29 травня 2014 року Кіровоградська міська рада прийняла відставку міського голови Олександра Саінсуса. Керувати міським господарством до наступних виборів міського голови відповідно до чинного законодавства буде секретар міської ради Іван Марковський.
З 27 листопада 2015 року міським головою є Андрій Павлович Райкович, що був переобраний на місцевих виборах 2020 року.

## Перелік міських голів Кропивницького
Голови Єлисаветградської міської думи:
| ім'я                          | рід діяльності, звання            | роки урядування |
| ----------------------------- | --------------------------------- | --------------- |
| Олексій Романов               | купець                            | 1787—91         |
| Григорій Романов              | купець                            | 1791—94         |
| Петро Кленов                  | купець                            | 1794—97         |
| Іван Пронін                   | купець                            | 1797–1800       |
| Савин Голиков                 | іменитий громадянин               | 1800—03         |
| Іван Титов                    | купець                            | 1803—06         |
| Іван Диков                    | купець                            | 1806—15         |
| Яким Рогальов                 | купець                            | 1815—18         |
| Іван Юрійович Фундуклей       | комерційний радник                | 1818—19         |
| Іван Арешников                | купець                            | 1819—21         |
| Яків Степанович Пашутін       | купець                            | 1821—29         |
| Дем'ян Якович Самокишин       | купець                            | 1829—30         |
| Петро Щедрін                  | купець                            | 1830—31         |
| Іван Курчанинов               | купець                            | 1831—32         |
| Іван Шигарцев                 | купець                            | 1832—33         |
| Дмитро Шигарцев               | купець                            | 1833—36         |
| Сидір Васильович Мистюшин     | купець                            | 1836—45         |
| Яків Тимофійович Ковальов     | купець                            | 1845—48         |
| Петро Єгорович Сахаров        | купець                            | 1848—51         |
| Микола Петрович Пашутін       | купець                            | 1851—54         |
| Федір Олексійович Макаров     | купець                            | 1854—57         |
| Микола Микитович Макеєв       | купець                            | 1857—60         |
| Василь Олексійович Вашакін    | купець                            | 1860—63         |
| Микола Петрович Пашутін       | купець                            | 1863—64         |
| Іван Микитович Макеєв         | особистий почесний громадянин     | 1864—66         |
| Самуїл Костянтинович Турчанов | купець                            | 1866—78         |
| Олександр Миколайович Пашутін | потомственний почесний громадянин | 1878–1905       |
| Микола Іванович Іванов        | купець                            | 1906—11         |
| Григорій Йосипович Волохін    | купець                            | 1912—17         |

Голови Кропивницької (Єлизаветградської, Зинов'євської, Кіровської, Кіровоградської) рад та виконкомів:
| ім'я                           | роки урядування |
| ------------------------------ | --------------- |
| С. П. Крамаренко               | 1917—18         |
| Б. П. Волотковський            | 1918            |
| Володимир Михайлович Спренжин  | 1918            |
| Ульянов                        | 1919            |
| Іван Юхимович Сосна            | 1919            |
| Францевич                      | 1920            |
| В. М. Стрелков                 | 1920            |
| Салтанов                       | 1921            |
| Мар'янов                       | 1921—23         |
| Радченко                       | 1923—25         |
| А. Мануйленко                  | 1925—26         |
| Тонконогий                     | 1926—28         |
| Трифон Маркович Гуляницький    | 1928—29         |
| Михайло Іванович Бирюков       | 1929—31         |
| Іван Гаврилович Біляєв         | 1931—32         |
| Дмитро Тимофійович Стрижак     | 1933—35         |
| Д. І. Драчук                   | 1935—37         |
| Михайло Трохимович Степанов    | 1938—40         |
| Михайло Купріянович Бур'янов   | 1940—41         |
| С. К. Бойко                    | 1944            |
| Є. О. Бабенко                  | 1944            |
| Никифор Харитонович Луценко    | 1944—47         |
| Андрій Денисович Чабанний      | 1947—53         |
| Сергій Захарович Сергієнко     | 1953—54         |
| Олексій Олексійович Швець      | 1954—55         |
| Володимир Макарович Герман     | 1955—61         |
| Юхим Микитович Кучугурний      | 1961—65         |
| Володимир Макарович Герман     | 1965—69         |
| Борис Карпович Катеринчук      | 1969—71         |
| Борис Гаврилович Токовий       | 1971—77         |
| Кім Михайлович Черевко         | 1977—86         |
| Микола Іванович Москаленко     | 1986—89         |
| Микола Петрович Рибальченко    | 1989—90         |
| Валерій Олександрович Ткаченко | 1990—91         |
| Василь Георгійович Мухін       | 1991—98         |
| Олександр Васильович Нікулін   | 1998–2002       |
| Микола Станіславович Чигрін    | 2002—06         |
| Валерій Михайлович Кальченко   | 2006            |
| Володимир Тихонович Пузаков    | 2007—10         |
| Олександр Дмитрович Саінсус    | 2010—14         |
| в.о. Іван Іванович Марковський | 2014–2015       |
| Андрій Павлович Райкович       | 2015–2025       |
| Савченко Вікторія Вікторівна   | 2025-           |